# فورت مايرز
فورت مايرز (بالإنجليزية: Fort Myers)‏ هي مدينة أمريكية تقع في ولاية فلوريدا. تبلغ مساحة هذه المدينة 104.7 (كم²)،ويبلغ عدد سكانها 62298 نسمة حسب إحصاء سنة 2010 م 62298.تشير إحصاءات سنة 2000م بأن الكثافة السكانية في هذه المدينة تقدر بـ(auto) نسمة/كم2 

## المناخ
يظهر الجدول التالي التغييرات المناخية على مدار السنة لفورت مايرز:
| البيانات المناخية لـفورت مايرز    | البيانات المناخية لـفورت مايرز | البيانات المناخية لـفورت مايرز | البيانات المناخية لـفورت مايرز | البيانات المناخية لـفورت مايرز | البيانات المناخية لـفورت مايرز | البيانات المناخية لـفورت مايرز | البيانات المناخية لـفورت مايرز | البيانات المناخية لـفورت مايرز | البيانات المناخية لـفورت مايرز | البيانات المناخية لـفورت مايرز | البيانات المناخية لـفورت مايرز | البيانات المناخية لـفورت مايرز | البيانات المناخية لـفورت مايرز |
| الشهر                             | يناير                          | فبراير                         | مارس                           | أبريل                          | مايو                           | يونيو                          | يوليو                          | أغسطس                          | سبتمبر                         | أكتوبر                         | نوفمبر                         | ديسمبر                         | المعدل السنوي                  |
| --------------------------------- | ------------------------------ | ------------------------------ | ------------------------------ | ------------------------------ | ------------------------------ | ------------------------------ | ------------------------------ | ------------------------------ | ------------------------------ | ------------------------------ | ------------------------------ | ------------------------------ | ------------------------------ |
| الدرجة القصوى °ف (°م)             | 88 (31)                        | 92 (33)                        | 94 (34)                        | 96 (36)                        | 99 (37)                        | 103 (39)                       | 101 (38)                       | 100 (38)                       | 98 (37)                        | 95 (35)                        | 95 (35)                        | 91 (33)                        | 103 (39)                       |
| الحد الأقصى المتوسط °ف (°م)       | 88 (31)                        | 91 (33)                        | 93 (34)                        | 90.8 (32.7)                    | 94.7 (34.8)                    | 96.3 (35.7)                    | 96.2 (35.7)                    | 95.6 (35.3)                    | 94.1 (34.5)                    | 91.8 (33.2)                    | 88.2 (31.2)                    | 84.9 (29.4)                    | 97.2 (36.2)                    |
| متوسط درجة الحرارة الكبرى °ف (°م) | 75 (24)                        | 77 (25)                        | 80 (27)                        | 85 (29)                        | 89 (32)                        | 92 (33)                        | 92 (33)                        | 92 (33)                        | 91 (33)                        | 87 (31)                        | 81 (27)                        | 77 (25)                        | 84.7 (29.3)                    |
| متوسط درجة الحرارة الصغرى °ف (°م) | 54 (12)                        | 56 (13)                        | 59 (15)                        | 63 (17)                        | 69 (21)                        | 74 (23)                        | 75 (24)                        | 75 (24)                        | 74 (23)                        | 69 (21)                        | 62 (17)                        | 56 (13)                        | 65.5 (18.6)                    |
| الحد الأدنى المتوسط °ف (°م)       | 37.0 (2.8)                     | 40.0 (4.4)                     | 44.9 (7.2)                     | 51.7 (10.9)                    | 60.8 (16.0)                    | 68.5 (20.3)                    | 71.3 (21.8)                    | 71.9 (22.2)                    | 69.8 (21.0)                    | 57.3 (14.1)                    | 48.9 (9.4)                     | 40.0 (4.4)                     | 34.5 (1.4)                     |
| أدنى درجة حرارة °ف (°م)           | 27 (−3)                        | 27 (−3)                        | 33 (1)                         | 39 (4)                         | 50 (10)                        | 58 (14)                        | 66 (19)                        | 65 (18)                        | 63 (17)                        | 45 (7)                         | 34 (1)                         | 24 (−4)                        | 24 (−4)                        |
| معدل هطول الأمطار إنش (مم)        | 1.94 (49)                      | 2.15 (55)                      | 2.88 (73)                      | 2.18 (55)                      | 2.65 (67)                      | 10.09 (256)                    | 9.04 (230)                     | 10.14 (258)                    | 8.31 (211)                     | 2.88 (73)                      | 1.96 (50)                      | 1.71 (43)                      | 55.93 (1٬421)                  |
| متوسط الأيام الممطرة (≥ 0.01 in)  | 5.5                            | 5.2                            | 6.2                            | 4.2                            | 6.8                            | 16.0                           | 17.6                           | 17.9                           | 15.4                           | 6.8                            | 4.4                            | 4.5                            | 110.5                          |
| المصدر: NOAA                      |                                |                                |                                |                                |                                |                                |                                |                                |                                |                                |                                |                                |                                |

## أعلام
- والت ويسلي
- ويليام ستيفنسون
- لاري كوستيلو
- بروك سويت
- جيرارد داميانو
- جيمس إل. دوزير
- آل أورتر
- هيلي بنيت
- تشاد سينيور
- فلورنسا بيل